# Saint-Sulpice-sur-Risle
Saint-Sulpice-sur-Risle település Franciaországban, Orne megyében. Lakosainak száma 1587 fő (2022. január 1.). Saint-Sulpice-sur-Risle Saint-Martin-d’Écublei, Chaise-Dieu-du-Theil, Chéronvilliers, Chandai, L’Aigle, Saint-Michel-Tubœuf, Saint-Nicolas-de-Sommaire és Saint-Symphorien-des-Bruyères községekkel határos.

## Népesség
A település népessége az elmúlt években az alábbi módon változott:
| Lakosok száma | 1697 | 1684 | 1724 | 1672 | 1667 | 1670 | 1642 | 1615 | 1587 |
|               | 2013 | 2015 | 2016 | 2017 | 2018 | 2019 | 2020 | 2021 | 2022 |